# Emmet
Emmet（旧：Zen Coding）は既定形式の入力補完機能によりHTML、CSS、XML、XSL等を素早く編集できる、テキストエディタ用プラグインである。
2008年にVadim Makeevが開発を始め、Sergey Chikuyonokと利用者によりMIT Licenseのオープンソースとして継続して開発されている。
多くの著名なエディタに実装されているが、特定のソフトウェアに特化して開発されておらず、どのテキストエディタにも偏向していない。

## 機能

### 略記展開
HTMLコードにCSSセレクタに似たコードの断片を展開する、特定の構文を使用している。以下の連続したコードは、
div#page>div.logo+ul#navigation>li*5>a
下記のコードに展開される。
```
<
div
 
id
=
"page"
>

	
<
div
 
class
=
"logo"
></
div
>

	
<
ul
 
id
=
"navigation"
>

		
<
li
><
a
 
href
=
""
></
a
></
li
>

		
<
li
><
a
 
href
=
""
></
a
></
li
>

		
<
li
><
a
 
href
=
""
></
a
></
li
>

		
<
li
><
a
 
href
=
""
></
a
></
li
>

		
<
li
><
a
 
href
=
""
></
a
></
li
>

	
</
ul
>

</
div
>

```

### タグ調整
HTML Pair Matcherには現在のカーソル位置にあるタグに対応するタグを検索する機能があり、他の全文検索型類似機能とは異なり現在のカーソル位置から検索を行う。